# Jacqueline Kim
Jacqueline Joan Kim (Cincinnati, 31 de marzo de 1965) es una actriz y cineasta estadounidense. Fue nominada a un premio Independent Spirit en la categoría de mejor actriz de reparto por su participación en la película Charlotte Sometimes. Ha participado en producciones de televisión como Xena: Warrior Princess, ER y The West Wing, y en películas como Star Trek Generations, Volcano y Brokedown Palace. En 2015 produjo la película Advantageous.

## Filmografía

### Cine y televisión
| Año  | Título                 | Papel              | Notas                                     |
| ---- | ---------------------- | ------------------ | ----------------------------------------- |
| 1992 | The Mighty Ducks       | Jane               |                                           |
| 1993 | Trauma                 | Alice              |                                           |
| 1994 | Disclosure             | Cindy Chang        |                                           |
| 1994 | Star Trek Generations  | Demora Sulu        |                                           |
| 1994 | White Mile             | Michelle Stefanoff |                                           |
| 1995 | Courthouse             | Amy Chen           | 6 episodios                               |
| 1997 | Volcano                | Jaye Calder        |                                           |
| 1997 | Xena: Warrior Princess | Lao Ma             | 2 episodios                               |
| 1999 | Brokedown Palace       | Yon Greene         |                                           |
| 2000 | The Operator           |                    |                                           |
| 2000 | ER                     | Linda Reed         | 1 episodio                                |
| 2001 | The Hollywood Sign     | Paula Carver       |                                           |
| 2001 | The West Wing          | Emily Lowenbrau    | 1 episodio                                |
| 2002 | Charlotte Sometimes    | Charlotte/Darcy    | Nominada a los premios Independent Spirit |
| 2002 | In Search of Cezanne   | Martha Beck        |                                           |
| 2005 | Red Doors              | Samantha Wong      |                                           |
| 2006 | Present                |                    | Directora y productora                    |
| 2006 | Threshold              | Rachel             | 2 episodios                               |
| 2015 | Advantageous           | Gwen               | Productora                                |